# Raphaël Delorme
Pour les articles homonymes, voir Delorme.
Raphaël Delorme, né à Caudéran (Bordeaux) le 30 mars 1886 et mort à Paris 7e le 19 mai 1962, est un peintre français.

## Biographie
Élève de Pierre-Gustave Artus et de Jean-Gustave Lauriol à l'école des beaux-arts de Bordeaux
Membre de la Société des artistes français, il expose au Salon des artistes français de 1929 les toiles Au bord de la mer et La Piscine. Il prend part aussi au Salon des Tuileries. 
Son tableau L'Horizon chimérique est conservé au Musée des beaux-arts de Libourne.